# Duncan Rae
Duncan McFadyen Rae (1888–1964) fue un político de Nueva Zelanda del Partido Nacional.
Se graduó con una maestría de la Universidad de Auckland, luego después de enseñar como Vicedirector(1924-29) luego Director (1929-47) en el Instituto de Formación de Profesores de Auckland.
Representó al electorado de Parnell desde 1946 a 1954, y luego Eden desde 1954 hasta 1960, cuando se retiró.
Fue hecho Cónsul General de Indonesia (1960-63) luego Chargé d'Affaires de Indonesia (1963).
Nació en Mataura, y fue NZEF en la Primera Guerra Mundial. Fue galardonado con C.M.G. en 1963.